# دييغو أليغري
دييغو أليغري جيل (بالإسبانية: Diego Alegre)‏ (من مواليد 22 مارس 1982 في فالنسيا) هو لاعب كرة قدم إسباني، يلعب لنادي أونتينيينت في دوري الدرجة الثانية الإسباني، في مركز المدافع.

## وصلات خارجية
- دييغو أليغري على موقع الاتحاد الدولي (مؤرشف)  (الإنجليزية)
- دييغو أليغري على موقع قاعدة بيانات كرة القدم.إي يو (الإنجليزية)
- دييغو أليغري على موقع Soccerway.com (الإنجليزية)

- BDFutbol profile
- Futbolme profile (بالإسبانية)
- Queso Mecánico biography and stats (بالإسبانية)